# Глава администрации Волгограда
Глава́ администра́ции Волгогра́да

## История

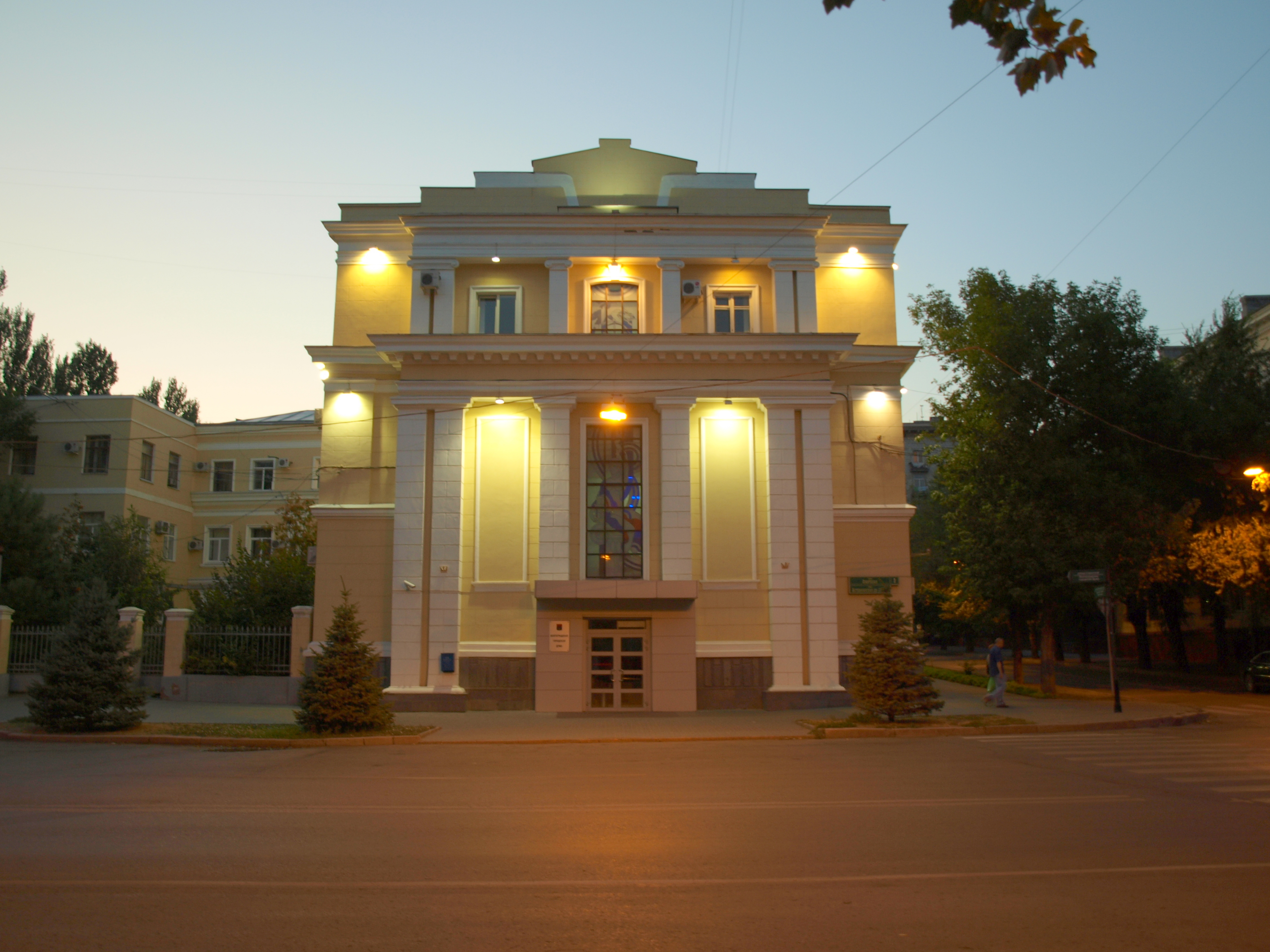
Здание администрации Волгограда

До 2011 года полномочия главы администрации Волгограда исполнял глава Волгограда.

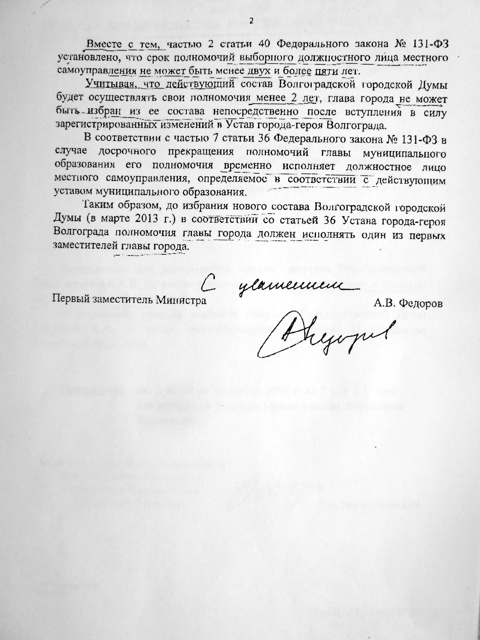
Ответ Минюста России на запрос А. В. Апариной

В 2011 году, сразу же после отставки Гребенникова появились предположения, что дальнейшим решением областной власти будет продавливание изменений в устав города с целью разделения постов главы муниципального образования (мэра) и главы администрации (т.н. «сити-менеджера») Подтверждал это и глава региона.
Однако аналитики предсказывали, что такое развитие событий может спровоцировать новый политический кризис, поскольку избрать главу города из действующего состава городской Думы нельзя. В соответствии с законом срок полномочий выборного должностного лица местного самоуправления не может быть менее двух лет, а срок полномочий нынешнего созыва Думы истекает в марте 2013 года. Впоследствии были проведены публичные слушания по внесению изменений в устав. После принятия поправок власть заявила, что найдёт способ не распускать городскую Думу. Между тем, по запросу депутата Государственной Думы Алевтины Викторовны Апариной Министерство юстиции Российской Федерации дало ответ, в котором подтверждается позиция о невозможности избрания главы города из действующего состава Думы. Несмотря на это заместитель прокурора Волгограда Иван Мартынов, заявил: «Уставом города определено, что глава Волгограда избирается из состава депутатов, значит, его изберут рано или поздно. Мы считаем это обстоятельство позицией прокуратуры. Нам известно, что у Министерства юстиции Российской Федерации противоположная точка зрения. Однако прокуратура Волгоградской области и прокуратура Волгограда считают, что для реализации норм Устава на сегодняшний момент никаких препятствий нет. Мы не допустим, чтобы закон был нарушен».
В эфире радио «Эхо Москвы» Ирина Карева, председатель городской Думы, так прокомментировала слухи о давлении на Думы со стороны федеральной и региональной власти с целью продавить принятие поправок в Устав города: «До нас это понимание [о необходимости введения поста главы администрации], донесли непосредственно. И в этом я вижу не какое-то давление [со стороны региональной и федеральной власти], а помощь».
Волгоградская городская Дума, дабы не допустить проведения референдума по вопросу возможности проведения выборов по кандидатуре главы Волгограда, 13.04.2011 приняла решение № 44/1376 «О признании вопроса „Глава Волгограда избирается гражданами, проживающими на территории Волгограда и обладающими избирательным правом, на основании всеобщего, равного и прямого избирательного права при тайном голосовании?“, выносимого на местный референдум, не отвечающим требованиям статьи 5 Закона Волгоградской области от 16 ноября 1998 г. № 222-ОД „О местном референдуме в Волгоградской области“ (в редакции на 27.10.2008)», в котором привела два довода, по которым референдум не может быть проведён:
- вопрос «Глава Волгограда избирается гражданами, проживающими на территории Волгограда и обладающими избирательным правом, на основании всеобщего, равного и прямого избирательного права при тайном голосовании?» не относится к вопросам местного значения;
- предлагаемый для вынесения на местный референдум вопрос лишает представительный орган муниципального образования возможности реализовать свои полномочия в части избрания главы муниципального образования представительным органом муниципального образования из своего состава[9].

Данное решение обжаловалось в суде, но было оставлено в силе.
В середине июня бюро высшего совета партии «Единая Россия» поддержало кандидатуру депутата волгоградской гордумы Александра Мордвинцева для избрания на пост главы Волгограда.
17 июня 2011 года должно было состояться заседание городской Думы, на котором планировалось избрать главу Волгограда. Перед этим было проведено заседание фракции «Единая Россия», где был рассмотрен вопрос о включении в список для голосования по выборам главы Волгограда кандидатуры Александра Мордвинцева. Однако, этот вопрос так и не был рассмотрен из-за отсутствия кворума на заседании, для решения вопроса не хватило двух человек. Исполняющий обязанности председателя Думы Александр Мордвинцев не смог объяснить причины отсутствия остальных депутатов, несмотря на то, что он по регламенту обязан обеспечивать их явку. Требование депутатов предоставить документы, подтверждающие уважительные причины отсутствия депутатов, было проигнорировано Мордвинцевым. Ряд косвенных признаков позволяют сделать вывод о намеренном срыве голосования по вопросу избрания главы города со стороны отдельных членов фракции «Единая Россия». Возможно, причины такого поведения единороссов могут быть объяснены высказыванием депутата гордумы Владимира Попова: «Я разговаривал сегодня со многими  депутатами, и они действительно высказывали мне: почему Москва решает, кого надо избрать главой города? Мы что, сами не можем определиться с кандидатурой?»